# Aïn Beida Harriche
Aïn Beida Harriche ou Ain Beida Ahriche est une commune de la wilaya de Mila en Algérie, en périphérie de la ville de Ferdjioua.

## Géographie

### Situation
Le territoire de la commune de Aïn Beida Harriche est situé dans l'ouest de la wilaya de Mila à 2 km à l'ouest de Ferdjioua.
L'oued Baira et l'oued Sebt qui se jettent dans l'oued Bousselah traversent la Merdja Krouna, un ancien marais devenu une plaine agricole.
Au sud s’étend un massif montagneux qui culmine au Djebel Kerker Aouedj à 1238 m.
| Elayadi Barbes  | Elayadi Barbes     | Ferdjioua          |
| Djemila (Sétif) | Aïn Beida Harriche | Ferdjioua          |
| Djemila (Sétif) | Derradji Bousselah | Derradji Bousselah |

### Lieux-dits et hameaux
En plus du chef lieu, la commune compte trois agglomérations secondaires, Mechtat Ouled Achour, Aïn Robaa, Souagui (El Kherba).
Hameaux : Mechtat Tissouil, Aïn Azlaf, Mechtat Aziza, Mechtat Harraga, Mechtat Hammam Ouled ebie

## Démographie
La commune a vocation rurale a vu sa population croître très fortement entre 1987 et 2008 de par sa proximité avec la ville de Ferdjioua.
| 1987  | 1998   | 2008   |
| ----- | ------ | ------ |
| 7 229 | 14 608 | 21 013 |

## Vie quotidienne

### Sports
Le club omnisports de la commune, le CRABA, compte une section Karaté compte plusieurs champions internationaux.